# Mohd Shahrul Mat Amin
Mohd Shahrul Mat Amin (6 september 1989) is een Maleisisch voormalig wielrenner die van 2011 tot en met 2023 reed voor Terengganu Cycling Team.

## Belangrijkste overwinningen
2010
1e etappe Jelajah Malaysia
2011
 Maleisisch kampioen op de weg, Elite
4e etappe Ronde van Brunei
7e etappe Ronde van Indonesië
2012
3e etappe Jelajah Malaysia
2013
3e etappe Ronde van Taiwan
 Maleisisch kampioen op de weg, Elite
2016
8e etappe Ronde van Singkarak
2017
4e etappe Ronde van Lombok
9e etappe Ronde van Singkarak

## Ploegen
- 2008 –  MNCF Cycling Team
- 2011 –  Terengganu Cycling Team
- 2012 –  Terengganu Cycling Team
- 2013 –  Terengganu Cycling Team
- 2014 –  Terengganu Cycling Team
- 2015 –  Terengganu Cycling Team
- 2016 –  Terengganu Cycling Team
- 2017 –  Terengganu Cycling Team
- 2018 –  Terengganu Cycling Team
- 2019 –  Terengganu Inc. TSG Cycling Team
- 2020 –  Terengganu Inc. TSG Cycling Team
- 2021 –  Terengganu Cycling Team
- 2022 –  Terengganu Polygon Cycling Team
- 2023 –  Terengganu Polygon Cycling Team

Ahmad Zamri · Batmunkh · Eyob · Goh · Lakasek · Marzuki · Mat Amin · Morey · Othman · Ovetsjkin · Romli · Rosdi · H. Saleh · Z. Saleh · Zulkurnain